# Hydrolithon improcerum
Hydrolithon improcerum (Foslie & M.A. Howe) Foslie, 1909  é o nome botânico  de uma espécie de algas vermelhas pluricelulares do gênero Hydrolithon, família Corallinaceae, subfamília Mastophoroideae.
- São algas marinhas encontradas na Austrália, Bahamas e Jamaica.

## Sinonímia
- Goniolithon improcerum    Foslie & Howe, 1907
- Porolithon improcerum    (Foslie & Howe) Lemoine, 1920